# Сан-Бенту-де-Ана-Лора
Сан-Бенту-де-Ана-Лора (порт.  São Bento de Ana Loura) — фрегезия (район) в муниципалитете Эштремош округа Эвора в Португалии. Территория — 26,53 км². Население — 46 жителей. Плотность населения — 1,7 чел/км².